# Islote de la Nube
Het Islote de la Nube (Arabisch: Djazirat Sahhaba) is een klein rotseiland ten noordoosten van het eiland Alborán, tussen Marokko en Spanje, waarvan het door een kanaal (het Canal de las Morenas), dat nergens meer dan twee meter diep is, wordt gescheiden. Het eiland behoort toe aan Spanje, en wordt door een kolonie zilvermeeuwen (Larus argentatus) bewoond.
Marokko beschouwt het eiland als bezet grondgebied net als de rest van Plazas de soberanía en eist het op van Spanje.